# Kika Kalache
Cristiana Kalache (Rio de Janeiro, 24 de março de 1972), mais conhecida apenas como Kika Kalache é uma atriz brasileira. É conhecida do grande público por suas atuações em novelas como O Clone, América, Cobras & Lagartos e Ti Ti Ti. Também possui uma extensa carreira no teatro.

## Biografia
Christiana Kalache, também conhecida como Kika Kalache, nasceu em 24 de março de 1972 no cidade do Rio de Janeiro. Começou no teatro fazendo curso de interpretação com o diretor Carlos Wilson. Fez curso de formação em Teatro na Faculdade da Cidade. Em 1993 foi para Paris estudar Teatro no Sorbonne Nouvelle Paris III.
Como atriz, atua no teatro profissional desde 1989, participando de montagens de autores consagrados, como Os Gigantes da Montanha, de Luigi Pirandello, dirigida por Moacyr Góes; O Pedido de Casamento, de Anton Tchecov, sob a direção de Marcus Alvisi; O Rei da Vela, de Oswald de Andrade, dirigida por Enrique Diaz; O Mundo é um Moinho, de Fauzi Arap. Também está no elenco de Divinas: Uma Comédia Politicamente Incorreta, de Paula Cohen e Lu Grimaldi, com direção de Camilla Amado; Os Vermes, adaptação de Walter Daguerre para o livro homônimo de Marcus Aurelius Pimenta e Jose Roberto Torero, com direção de Marcelo Valle e Vinícius Arneiro; Sonho de Outono, de Jon Fosse, direção de Emílio de Mello, entre outras.
Com a peça Melodrama, de Filipe Miguez, direção de Enrique Diaz, viajou para temporadas em Miami, Nova York, Porto Rico e Portugal.
No cinema, estreia, em 2001, no filme Lavoura Arcaica, de Luiz Fernando Carvalho.
Na televisão ganhou destaque na televisão após interpretar a Maria Breteira Bebela da novela América da Rede Globo. A personagem e suas primas viviam atrás dos peões nos rodeios, e por ficarem sempre próximas à breta, onde ficam os peões antes de entrarem na arena, ganharam esse apelido.
Mas, esse não foi seu primeiro trabalho na televisão. Sua carreira começou na novela O Clone quando interpretou a personagem Aninha. A atriz participou ainda de um dos episódios das séries Sob Nova Direção e Casos e Acasos. Na novela Cobras & Lagartos ela foi Kika Padilha.
Em 2010, está no elenco da novela Ti Ti Ti da Rede Globo. Em 2012, é uma da empregadas domésticas da novela Cheias de Charme.

## Vida pessoal
É casada com o produtor Francesco Franca desde 2007, com quem tem um filho nascido em 2014, o pequeno Joaquim. 

## Filmografia

### Televisão
| Ano       | Título                      | Personagem               | Notas                                   |
| --------- | --------------------------- | ------------------------ | --------------------------------------- |
| 1992      | De Corpo e Alma             | Marilena                 |                                         |
| 2001      | O Clone                     | Aninha                   |                                         |
| 2005      | América                     | Bebela                   |                                         |
| 2005      | Sob Nova Direção            | Samira                   | Episódio: "Por um Nariz de Diferença"   |
| 2006      | Cobras & Lagartos           | Francisca Padilha (Kika) |                                         |
| 2008      | Casos e Acasos              | Helena                   | Episódio: "O Colar, O Cachorro e O DVD" |
| 2008      | A Grande Família            | Zulmira                  | Episódio: "Nascidos para Vender"        |
| 2010      | Ti Ti Ti                    | Graça Diniz              |                                         |
| 2012      | Cheias de Charme            | Ivone dos Anjos Werneck  |                                         |
| 2012      | As Brasileiras              | Heloísa                  | Episódio: "A Perseguida de Curitiba"    |
| 2014      | Acerto de Contas            | Maria Paschoal           |                                         |
| 2014–2017 | Os Homens São de Marte...   | Juliana Alonso           | 4 temporadas                            |
| 2016      | Sol Nascente                | Jéssica                  | Participação especial                   |
| 2018      | Malhação: Vidas Brasileiras | Marisa                   | Participação especial                   |
| 2018      | Jesus                       | Sula de Nazaré Zebedeu   |                                         |
| 2019      | Amor sem Igual              | Serena Trovatelli        |                                         |
| 2020      | Detetives do Prédio Azul    | Túlia                    | Participação especial                   |
| 2021      | Gênesis                     | Debra                    |                                         |
| 2023      | Terra e Paixão              | Drª. Marta               |                                         |

### Cinema
| Ano  | Título                                          | Personagem        | Notas                      |
| ---- | ----------------------------------------------- | ----------------- | -------------------------- |
| 2001 | Lavoura Arcaica                                 | menina na fazenda |                            |
| 2011 | Os Olhos da Janela                              | Olga dos Santos   |                            |
| 2014 | Os Homens São de Marte... E É Pra Lá que Eu Vou | Juliana           |                            |
| 2021 | Lacuna                                          | Helena            | também produtora associada |

## Teatro
- Os Gigantes da Montanha
- O Pedido de Casamento
- O Rei da Vela
- O Mundo é um Moinho
- Os Vermes
- Sonho de Outono
- Melodrama
- Divinas: Uma Comédia Politicamente Incorreta

## Prêmios e indicações
| Ano  | Associações                       | Categoria              | Nomeações | Resultado |
| ---- | --------------------------------- | ---------------------- | --------- | --------- |
| 2005 | Prêmio Arte Qualidade Brasil - RJ | Melhor Atriz Revelação | América   | Indicada  |
| 2005 | Prêmio Arte Qualidade Brasil - SP | Melhor Atriz Revelação | América   | Indicada  |